# Bronte (Teksas)
Bronte je gradić u američkoj saveznoj državi Teksas. Prema popisu stanovništva iz 2010. u njemu je živjelo 999 stanovnika.